# Parafia Ewangelicko-Augsburska w Piotrkowie Trybunalskim
Parafia Ewangelicko-Augsburska w Piotrkowie Trybunalskim – Ewangelicko-Augsburska parafia w Piotrkowie Trybunalskim, należąca do diecezji warszawskiej. Mieści się przy ulicy Rwańskiej. W 2018 parafia liczyła około 100 wiernych.

## Historia
Pierwsze wzmianki na temat zamieszkania księdza ewangelickiego w Piotrkowie Trybunalskim pochodzą z 1793. Prowadził on posługi religijne nie tylko na terenie miasta, ale również w okolicznych miejscowościach, jak Meszcze, Polichno, Grabica, Łaznów, zamieszkałych przez protestanckich osadników pochodzenia niemieckiego. W koloniach tych budowano szkoły, które pełniły również funkcję domów modlitwy.
W 1795 na rzecz parafii został przekazany dawny kościół ojców pijarów. W tym czasie został założony również ewangelicki cmentarz, położony przy ul. Cmentarnej 14.
Proboszcz opuścił Piotrków na przełomie lat 1798-1799, po tej dacie miasto pozbawione było stałego duchownego. Zbór był obsługiwany przez księży dojeżdżających z Iłowa, Łasku, Brużycy, a kościół przekształcono na magazyn. Następnie od 1813 stał się on szpitalem wojskowym. Dzięki działaniom urzędników wyznania ewangelickiego oraz parafian, kościół został w 1817 zwrócony zborowi.
W 1824 do Piotrkowa przybyli członkowie Misji Barbikańskiej, zajmujący się nawracaniem żydów na chrześcijaństwo. Misja uzyskała wydane przez władze kościelne pozwolenie na sprawowanie czynności religijnych w budynku piotrkowskiego kościoła. Dzięki temu świątynię wyremontowano, przebudowano oraz zakupiono dodatkowe wyposażenie.
21 października 1827 doszło do instalacji drugiego w historii parafii własnego proboszcza, którym został ks. Jan Jakub Benni. W parafii nastąpiło ożywienie, należeli do niej również wierni z Tomaszowa oraz Radomia. W 1830 od zakonu pijarów został zakupiony plac, gdzie planowano budowę mieszkania dla księdza, jednak z braku wystarczających środków została ona odłożona.
W 1833 ks. Benni wyjechał do Tomaszowa i rozpoczął posługę w tamtejszej parafii ewangelickiej. Jego następcą został rok później ks. Karol Zander. Liczba członków zboru zmniejszała, co spowodowane było przez utworzenie nowych parafii w Zelowie i Kleszczowie. Ksiądz Zander pełnił urząd proboszcza do 1838 roku i przeniósł się do parafii w Aleksandrowie Łódzkim. Na stanowisku zastąpił go ks. Jan Rother, pracujący w Piotrkowie do 1844. Duża rotacja duchownych w tym czasie spowodowana była fatalną sytuacją finansową zboru, wynagrodzenia dla księży nie były wypłacane, a długi nagromadzone przez lata wobec ks. Zandera i Benniego zostały spłacone dopiero w 1843.
27 listopada 1844 proboszczem został ks. Leopold Otto. Dzięki swoim kazaniom doprowadził on do napływu nowych członków parafii, wybudowano wtedy dom parafialny z mieszkaniem dla księdza oraz kantora, a także pomieszczeniami szkolnymi. Ksiądz Otto w 1847 zebrał środki na remont kościoła, ufundował również pierwszy z dzwonów, a kolejny został zakupiony przez właściciela majątku Żeromin, Ernesta Krapacza. Dzwony zostały umieszczone w nowo wybudowanej wieży kościelnej.
11 sierpnia 1849 dotychczasowy proboszcz objął stanowisko duszpasterza w parafii warszawskiej. Piotrkowski zbór, po krótkim okresie zarządzania przez administratorów, został 19 sierpnia 1851 objęty przez ks. Ludwika Müllera, który w latach 1890-1905 pełnił dodatkowo funkcję superintendenta kaliskiego. W 1851 wraz z parafianami założył szkołę elementarną, mieszczącą się w budynku parafialnym. Szkoła została w 1883 przekształcona w placówkę świecką.
Proboszcz doprowadził również do powstania kantoratów położonych w miejscowościach takich jak Jarosty, Lubiaszów, Leonów, Klementynów i Lesiopole, które obsługiwał kilka razy w roku, a w pozostałym okresie opiekę nad nimi pełnili miejscowi kantorzy. W 1857 utworzony został zbór filialny w Pilicy, który w 1876 został oddany pod administrację parafii w Kielcach. 
W 1877 zbór piotrkowski liczył 3800 członków, a oprócz tego do parafii należeli wierni z filiałów:
- filiał w Częstochowie - liczył 677 wiernych, nabożeństwa sprawowane były przez księdza 10 razy w roku
- filiał w Dąbrowie - 520 członków, nabożeństwa sprawowane były przez księdza 8 razy w roku
- filiał w Kamocinie - 628 wiernych, nabożeństwa sprawowane były przez księdza 12 razy w roku

W 1877 do Sakramentu Ołtarza przystąpiło 1351 osób w Piotrkowie oraz 1210 w filiałach, 72 osoby konfirmowano w Piotrkowie, a 39 w filiałach, udzielono 72 ślubów (z czego 27 w filiałach) oraz 169 chrztów (79 z nich miało miejsce w filiałach).
Na przełomie XIX i XX wieku zbory filialne w Częstochowie i Dąbrowie usamodzielniły się, tworząc niezależne parafie. Parafia Ewangelicko-Augsburska w Częstochowie została powołana 22 czerwca 1905.
Ksiądz Ludwik Müller odszedł na emeryturę w 1905. Stanowisko proboszcza objął w 1906 ks. Jan Buse. 2 stycznia 1907 rozpoczęło działalność Piotrkowskie Ewangelicko-Augsburskie Towarzystwo Dobroczynności, które 23 października 1909 otwarło dom starców, umieszczony w budynku zakupionym już 6 sierpnia 1896. Towarzystwo zajmowało się również pomocą charytatywną dla biednych. W 1911 wybudowano kościół filialny w Gieskach.
W latach 1915–1921 funkcję proboszcza pełnił ks. Edmund Wentzel. W związku z I wojną światową sytuacja finansowa parafii była opłakana i aby nie doprowadzić do sprzedaży domu parafialnego w celu wypłaty wynagrodzeń dla księdza oraz pracowników kościelnych, wysokość składki parafialnej została wówczas potrojona. Po śmierci ks. Wentzla w 1921 wskutek zarażenia się podczas odwiedzin dwupasterskich u chorego, na krótki okres parafia przeszła pod administrację ks. Wannagata z Brzezin.
Kolejnym proboszczem został w 1922 ks. Henryk Otto, pełniący stanowisko do 1933. W tym czasie nadal trwały problemy finansowe zboru, a część parafian przystąpiła do tzw. Wolnego Kościoła Ewangelicko-Augsburskiego. 
W 1923 do piotrkowskiej parafii należało 3660 wiernych, oprócz kościoła w Piotrkowie pod parafię polegał także kościół w Gieskach oraz sześć domów modlitwy oraz siedem cmentarzy. Filiał w Kamocinie liczył 730 członków i dysponował własnym kościołem oraz dwoma cmentarzami.
Następcą ks. Otto powołany został w 1933 ks. Max Petznik. Doprowadził on do remontu budynków parafii zarówno w mieście, jak i w kantoratach.
Po zakończeniu II wojny światowej funkcję administratora parafii pełnił od 1945 ks. Otton Krenz, a po jego wyjeździe w 1949 do Warszawy przejął ją ks. Woldemar Gastpary z parafii w Tomaszowie Mazowieckim. Z dniem 10 lipca 1950 powołany został nowy proboszcz dla Piotrkowa, którym został ks. Jerzy Gryniakow. W 1951 rozpoczęto prowadzenie nabożeństw w Zelowie i Kleszczowie, które stały się filiałami podległymi parafii piotrkowskiej. W 1954 powołano samodzielną parafię w Zelowie, natomiast Kleszczów zachował status filiału. W 1958 parafia w Piotrkowie liczyła 480 wiernych.
Ksiądz Woldemar Gastpary został zastąpiony na stanowisku proboszcza w 1991 przez ks. Roman Pawlas, pełniącego tę funkcję przez trzy lata. Kolejnym duszpasterzem został ks. Sławomir Sikora, a od 1998 stanowisko to pełni ks. Wiesław Żydel.